# Associazione Sportiva Gubbio 1910 2006-2007
Questa pagina raccoglie le informazioni riguardanti l'Associazione Sportiva Gubbio 1910 nelle competizioni ufficiali della stagione 2006-2007.

## Rosa
| N. |                   | Ruolo | Calciatore           |
| -- | ----------------- | ----- | -------------------- |
|    | Italia (bandiera) | A     | Federico Balestri    |
|    | Italia (bandiera) | D     | Maurizio Battistelli |
|    | Italia (bandiera) | A     | Luca Bellucci        |
|    | Italia (bandiera) | A     | Michele Boldrini     |
|    | Italia (bandiera) | A     | Massimo Campo        |
|    | Italia (bandiera) | A     | Gianluca De Angelis  |
|    | Italia (bandiera) | D     | Antonio De Maio      |
|    | Italia (bandiera) | A     | Luigi Di Bonito      |
|    | Italia (bandiera) | D     | Angelo Ercoli        |
|    | Italia (bandiera) | A     | Alessio Fata         |
|    | Italia (bandiera) | D     | Andrea Fiumana       |
|    | Italia (bandiera) | D     | Pasquale Fuduli      |
|    | Ghana (bandiera)  | C     | Abdullah Fusseini    |

| N. |                   | Ruolo | Calciatore            |
| -- | ----------------- | ----- | --------------------- |
|    | Italia (bandiera) | C     | Marco Gaggiotti       |
|    | Italia (bandiera) | D     | Alessandro Giacometti |
|    | Italia (bandiera) | C     | Massimiliano Lazzoni  |
|    | Italia (bandiera) | C     | Andrea Marano         |
|    | Italia (bandiera) | A     | Ettore Marchi         |
|    | Italia (bandiera) | D     | Giuseppe Orlando      |
|    | Italia (bandiera) | P     | Riccardo Pifarotti    |
|    | Italia (bandiera) | C     | Gianmarco Rodio       |
|    | Italia (bandiera) | C     | Alessandro Sandreani  |
|    | Italia (bandiera) | D     | Federico Tafani       |
|    | Italia (bandiera) | A     | Daniele Tealdi        |
|    | Italia (bandiera) | P     | Cristian Tosti        |
|    | Italia (bandiera) | P     | Alessandro Venditti   |